# Benny Carter
Bennett Lester "Benny" Carter, född 8 augusti 1907 i Harlem i New York, död 12 juli 2003 i Los Angeles, Kalifornien, var en amerikansk jazzmusiker (altsaxofonist och trumpetare), arrangör, kompositör, orkesterledare och pedagog. Benny Carter var en av jazzens mest inflytelserika musiker med en karriär som täckte in nära på hela jazzens dåvarande historia.
Carter begick sin skivdebut med Charlie Johnsons orkester 1928 och ingick senare under 1920-talet i bland annat Fletcher Hendersons band. Under 1930-talet ledde han egna orkestrar samt verkade långa perioder i Europa (främst England) där han spelade med lokala musiker. 1936 gjorde han gästspel i Sverige och spelade in två skivsidor för Sonora tillsammans med den dåvarande svenska jazzeliten. Han återvände till Sverige 1955 då han deltog i Jazz at the Philharmonic (JATP) - en turnerande musikorganisation under impressarion Norman Granz ledning.
Han återvände till USA 1938 och bosatte sig från 1943 i Los Angeles, där han kom att komponera och arrangera musik för många filmer, något han var en av de första svarta musikerna att göra. Han fortsatte att vara musikaliskt aktiv långt upp i åren, och bland annat framträdde han på sin 90-årsdag 1997 på Oslo jazzfestival. 
Till Carters mest kända kompositioner hör Blues in My Heart och When Lights Are Low.